# Farsotstider
Farsotstider (szw. Czasy zarazy) – piąty album studyjny szwedzkiej grupy Thyrfing, wydany 21 listopada 2005 roku przez wytwórnię Regain Records. Tekst do utworu Baldersbålet pochodzi częściowo z wiersza Viktora Rydberga o tym samym tytule.

## Utwory
1. „Far åt Helvete” (Idź do diabła) – 5:06
2. „Jag Spår Fördärv” (Wieszczę zniszczenie) – 4:21
3. „Farsotstider” (Czasy zarazy) – 4:31
4. „Höst” (Jesień) – 4:46
5. „Själavrak” (Wrak duszy)– 5:11
6. „Elddagjämning” (Ekwinokcjum ognia) – 6:45
7. „Baldersbålet” (Stos Baldura) – 3:47
8. „Tiden Läker Intet” (Czas nie leczy) – 8:01
9. „Järnvidjors Dans” (Taniec Järnvidjor) – 5:47

## Twórcy
| Thyrfing w składzie - Thomas Väänänen – śpiew - Patrik Lindgren – gitara, wokal wspierający - Henrik Svegsjö – gitara, wokal wspierający - Kimmy Sjölund – gitara basowa - Joakim Kristensson – perkusja, instrumenty perkusyjne, wokal wspierający - Peter Löf – instrumenty klawiszowe | Personel - Henrik Edenhed – produkcja, inżynieria dźwięku, miksowanie - Johan Rude – inżynieria dźwięku - Henrik Svegsjö – inżynieria dźwięku - Ollie Olsson – inżynieria dźwięku - Henrik Jonsson – mastering - Lorenzo Mariani – projekt okładki - Michael Johansson – zdjęcia |